# (2679) Kittisvaara
(2679) Kittisvaara es un asteroide perteneciente al cinturón de asteroides, descubierto el 7 de octubre de 1939 por Yrjö Väisälä desde el Observatorio de Iso-Heikkilä, en Turku, Finlandia.

## Designación y nombre
Designado provisionalmente como 1939 TG. Fue nombrado Kittisvaara en homenaje a Kittisvaara, colina de Finlandia.